# Knittlingen
Knittlingen ist eine Stadt im Enzkreis in Baden-Württemberg, etwa 20 Kilometer nördlich von Pforzheim und 30 Kilometer östlich von Karlsruhe am Rande des Kraichgaus im Naherholungsgebiet Stromberg. Sie gehört zur Region Nordschwarzwald. Zum 1. Oktober 2022 wurde ihr der Namenszusatz Fauststadt verliehen.

## Geografie

### Geografische Lage
Knittlingen liegt am Übergang des Kraichgaus in den Stromberg.
Nachbargemeinden sind von Nord nach Süd:
Oberderdingen, Bretten (beide Landkreis Karlsruhe), Neulingen, Ölbronn-Dürrn, Maulbronn und Sternenfels (alle Enzkreis).

### Stadtgliederung
Die Stadt Knittlingen besteht aus den drei Stadtteilen Stadt Knittlingen, Freudenstein-Hohenklingen und Kleinvillars. Die Stadtteile sind räumlich identisch mit den früheren Gemeinden mit entsprechenden Namen, ihre offizielle Benennung erfolgt in der Form „Knittlingen, …“. Die Stadtteile bilden zugleich Wohnbezirke im Sinne der baden-württembergischen Gemeindeordnung. Im Stadtteil Freudenstein-Hohenklingen ist eine Ortschaft im Sinne der baden-württembergischen Gemeindeordnung mit eigenem Ortschaftsrat und Ortsvorsteher als dessen Vorsitzender eingerichtet.
Zum Stadtteil Freudenstein-Hohenklingen gehören die Dörfer Freudenstein und Hohenklingen, die beide zusammengewachsen sind. Zum Stadtteil Kleinvillars gehört das Dorf Kleinvillars. Zum Stadtteil Knittlingen gehören die Stadt Knittlingen, das Gehöft Büschlehof und die Häuser Pflegmühle und Störrmühle. Im Stadtteil Knittlingen liegen die Wüstungen Weisach, Oberhofen und Altenhofen.

## Geschichte

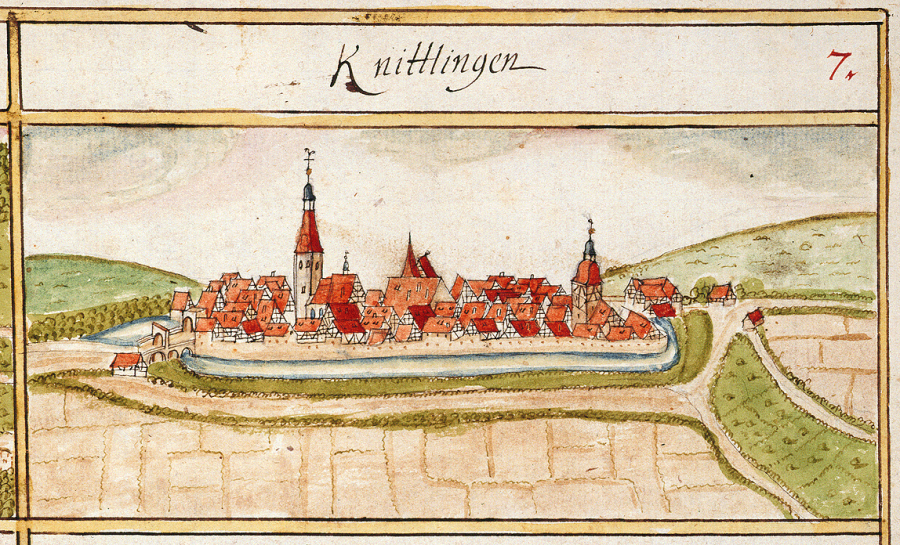
Knittlingen 1683/1685 im Kieserschen Forstlagerbuch

Die äußerst fruchtbare Gegend um die Stadt Knittlingen wurde bereits von der Jungsteinzeit bis ins Frühmittelalter besiedelt. Archäologische Ausgrabungen im Jahr 2021 bestätigen einzelne jungsteinzeitliche Befunde sowie merowingerzeitliche Reihengräberfelder mit einer großen Zahl von Körpergräbern aus dem 7. Jahrhundert, die einen guten Einblick in die Sozialstruktur der frühen Knittlinger Siedlungsgemeinschaft geben.
Aus fränkischer Zeit ist der Ort für das Jahr 843 als „Cnudelingen“ urkundlich erwähnt. Es liegt der althochdeutsche Personenname Knutil zugrunde. Aus dem Besitz verschiedener geistlicher und weltlicher Herrschaftsträger, darunter auch der Markgrafschaft Baden, kristallisierte sich das Kloster Maulbronn im Frühmittelalter als alleiniger Inhaber heraus.
1188 wird ein allodium (dt.: Eigengut) in Cnudilingen in einem Vertrag zwischen Kaiser Friedrich I. Barbarossa und König Alfons VIII. von Kastilien, in dem die Ehe von Friedrichs Sohn Konrad mit Alfons Tochter Berengaria vereinbart wurde, erwähnt. Dieses Eigengut, das in Knittlingen vermutet wird, gehörte mit weiteren 29 staufischen Gütern zur Morgengabe der Braut. Allerdings wurde diese Ehe niemals in die Praxis umgesetzt.
Im Jahr 1490 richtete der römisch-deutsche König und spätere Kaiser Maximilian I. die erste regelmäßig betriebene Postroute Europas zwischen Innsbruck und den Niederlanden ein. Knittlingen ist 1495 und 1499 als Poststation belegt. 1499 als Poststation aufgegeben, wurde es 1563 erneut Station und ersetzte Diedelsheim bei Bretten. Die Postverbindung brachte viel Leben in die Kleinstadt.
Knittlingen wurde 1360, 1632 und 1692 vollständig zerstört und hatte auch sonst durch Belagerungen, Brände, Plünderungen viel zu leiden. Pfalzgraf Philipp zog von hier am 10. Mai 1534 mit seinen Truppen nach Lauffen und bezog im dortigen Wiesental und auf den Seugbergen Lager. 1632 wurde Knittlingen im Dreißigjährigen Krieg durch Truppen des Kaiserlichen Generals Ernesto Montecuccoli niedergebrannt. Die wichtige Handelsstraße von Frankfurt am Main über Speyer nach Cannstatt führte mitten durch Knittlingen.

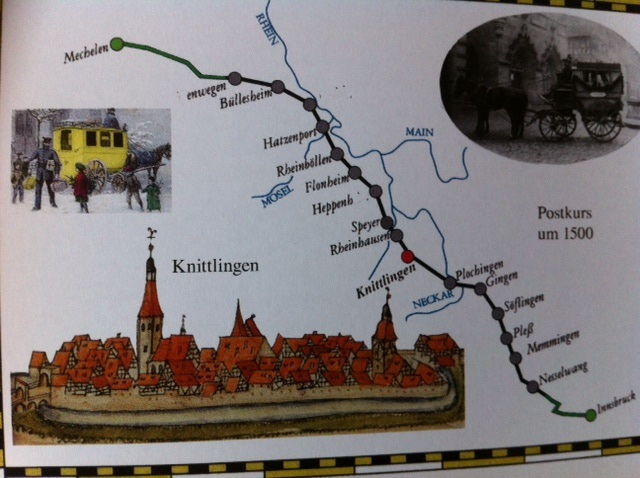
Postkutsche

Knittlingen gehörte dem Kloster Maulbronn an und somit seit Anfang des 16. Jahrhunderts zu Württemberg. Knittlingen erhielt 1840 offiziell das Stadtrecht verliehen. Ab 1806, dem Gründungsjahr des Königreichs Württemberg, gehörte Knittlingen – wie seine beiden Stadtteile – zum Oberamt Maulbronn und von 1938 bis 1972 zum Landkreis Vaihingen. 1945 geriet die Stadt in die Amerikanische Besatzungszone und gehörte somit zum neu gegründeten Land Württemberg-Baden, das 1952 im jetzigen Bundesland Baden-Württemberg aufging. 1973 vollzog sich die Kreisreform in Baden-Württemberg, bei der die altwürttembergische Stadt Knittlingen zum neu eingerichteten Enzkreis im Regierungsbezirk Karlsruhe kam.
2022 beantragte Knittlingen mit Erfolg, ab 1. Oktober des Jahres die amtliche Zusatzbezeichnung Fauststadt tragen zu dürfen.

### Räumliche Entwicklung des Gemeindegebietes
Die heutige Stadt wurde am 9. August 1975 durch Vereinigung der Stadt Knittlingen und der Gemeinde Freudenstein neu gebildet. Bereits am 15. Februar 1972 wurde die bis dahin selbstständige Gemeinde Kleinvillars nach Knittlingen eingemeindet. Großvillars, das teilweise zu Knittlingen gehörte, kam am 1. Januar 1973 vollständig zur Gemeinde Oberderdingen.

### Religionen

#### Christentum
Das religiöse Leben in Knittlingen ist sehr vielfältig.
Neben drei für die verschiedenen Ortsteile zuständigen
- Evangelischen Gemeinden und einem
- Römisch-katholischen Pfarramt Heilig Geist sind auch die
- Evangelisch-methodistische Kirche und die
- Neuapostolische Kirche (diese mit zwei Gemeinden) vertreten.

- Kirchengemeinde Knittlingen

Eine Kirche wird bereits 1148 erstmals erwähnt. 1422 wird sie St. Georgskirche genannt. Sie lag außerhalb der Stadt und war wohl früh Pfarrkirche für Knittlingen, Diefenbach und Freudenstein sowie für Maulbronn. 1289 war sie dem Kloster Maulbronn inkorporiert. Nach Zerstörung der Kirche wurde diese im 18. Jahrhundert abgetragen. In der Stadtmitte bestand eine Kapelle, die der Muttergottes sowie Johannes dem Täufer und Johannes Evangelist geweiht war. Sie wurde nach der Reformation evangelische Hauptkirche der Stadt. Das Schiff und der Turm stammen aus dem 13. Jahrhundert, der Chor ist spätgotisch.
- Kirchengemeinde Freudenstein

Die Kirchengemeinde Freudenstein (etwa 1.000) umfasst die Stadtteile Freudenstein und Hohenklingen der Stadt Knittlingen. Die Kirche St. Gallus (so ab 1601) war weißenburgisches Lehen. Die heutige Kirche wurde 1753 erbaut. Im Stadtteil Hohenklingen gibt es eine spätgotische Filialkirche.
- Kirchengemeinde Kleinvillars

Die Kirchengemeinde Kleinvillars umfasst den Stadtteil Kleinvillars der Stadt Knittlingen. Der Ort ist eine Waldensersiedlung, die ab 1699 auf Gemarkungen der Stadt Knittlingen und der Gemeinde Ölbronn entstand. Eine Kirche wurde erst 1737 erbaut. Politisch bildete Kleinvillars bis 1826 eine Gemeinde mit dem benachbarten Großvillars, wurde dann selbständige Gemeinde. Die zunächst reformierte Kirchengemeinde Kleinvillars wurde Anfang des 19. Jahrhunderts in die württembergische Landeskirche eingegliedert. Seit 1876 wird der Ort von der Nachbarpfarrei Ölbronn betreut.

### Konfessionsstatistik
Gemäß der Volkszählung 2011 gehörten damals fast die Hälfte der Bevölkerung den evangelischen Kirchen an; im Jahr 2011 waren 48,5 % der Einwohner evangelisch, 19,3 % römisch-katholisch und 32,2 % waren konfessionslos, gehörten einer anderen Glaubensgemeinschaft an oder machten keine Angabe. Die Zahl der Protestanten und Katholiken ist seitdem gesunken. Mit Stand 31. Dezember 2021 waren von den 8.371 Einwohnern 40,2 % (3.361) evangelisch, 17,0 % (1.425) römisch-katholisch und 42,8 % (3.585) waren konfessionslos oder gehören einer anderen Glaubensgemeinschaft an.

### Einwohnerentwicklung
- 1500: 2000 Einwohner (ungefähre Angabe)
- 1961: 4930 Einwohner, davon 0921 in Freudenstein und 277 in Kleinvillars
- 1970: 5988 Einwohner, davon 1367 in Freudenstein und 273 in Kleinvillars
- 1991: 6777 Einwohner
- 1995: 7248 Einwohner
- 2005: 7614 Einwohner
- 2010: 7617 Einwohner
- 2015: 7903 Einwohner
- 2020: 8068 Einwohner

## Politik

### Gemeinderat
Der Gemeinderat in Knittlingen besteht aus den 18 gewählten ehrenamtlichen Gemeinderäten und dem Bürgermeister als Vorsitzendem. Der Bürgermeister ist im Gemeinderat stimmberechtigt.
Die Kommunalwahl am 9. Juni 2024 führte zu folgendem Ergebnis.

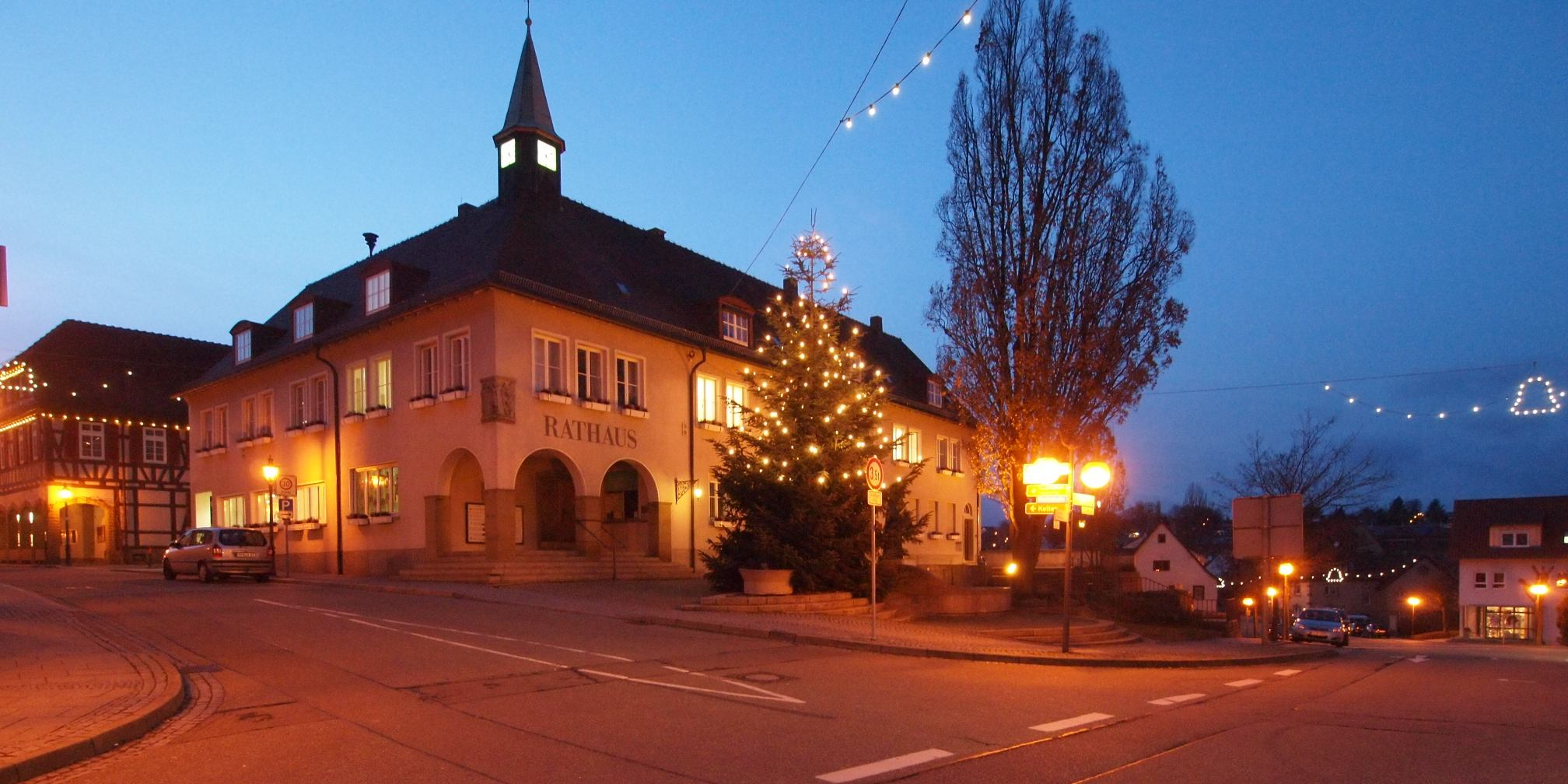
Rathaus Knittlingen

| Parteien und Wählergemeinschaften | Parteien und Wählergemeinschaften           | % 2024  | Sitze 2024 | % 2019 | Sitze 2019 | Kommunalwahl 2024 in Knittlingen %403020100 36,93 %18,97 %19,33 %4,87 %6,15 %4,11 %9,64 %n. k. % CDUSPDALPWVUWKUBKAfDKAGewinne und Verlusteim Vergleich zu 2019 %p 10 8 6 4 2 0 −2 −4 −6 −8−10−2,97 %p−8,23 %p−8,37 %p+1,97 %p+6,15 %p+4,11 %p+9,64 %p−2,3 %pCDUSPDALPWVUWKUBKAfDKA |
| CDU                               | Christlich Demokratische Union Deutschlands | 36,93   | 7          | 39,9   | 7          | Kommunalwahl 2024 in Knittlingen %403020100 36,93 %18,97 %19,33 %4,87 %6,15 %4,11 %9,64 %n. k. % CDUSPDALPWVUWKUBKAfDKAGewinne und Verlusteim Vergleich zu 2019 %p 10 8 6 4 2 0 −2 −4 −6 −8−10−2,97 %p−8,23 %p−8,37 %p+1,97 %p+6,15 %p+4,11 %p+9,64 %p−2,3 %pCDUSPDALPWVUWKUBKAfDKA |
| SPD                               | Sozialdemokratische Partei Deutschlands     | 18,97   | 3          | 27,2   | 5          | Kommunalwahl 2024 in Knittlingen %403020100 36,93 %18,97 %19,33 %4,87 %6,15 %4,11 %9,64 %n. k. % CDUSPDALPWVUWKUBKAfDKAGewinne und Verlusteim Vergleich zu 2019 %p 10 8 6 4 2 0 −2 −4 −6 −8−10−2,97 %p−8,23 %p−8,37 %p+1,97 %p+6,15 %p+4,11 %p+9,64 %p−2,3 %pCDUSPDALPWVUWKUBKAfDKA |
| AL                                | Alternative Liste für Mensch und Umwelt     | 19,33   | 3          | 27,7   | 5          | Kommunalwahl 2024 in Knittlingen %403020100 36,93 %18,97 %19,33 %4,87 %6,15 %4,11 %9,64 %n. k. % CDUSPDALPWVUWKUBKAfDKAGewinne und Verlusteim Vergleich zu 2019 %p 10 8 6 4 2 0 −2 −4 −6 −8−10−2,97 %p−8,23 %p−8,37 %p+1,97 %p+6,15 %p+4,11 %p+9,64 %p−2,3 %pCDUSPDALPWVUWKUBKAfDKA |
| PWV                               | Parteilose Wählervereinigung Knittlingen    | 4,87    | 1          | 2,9    | 1          | Kommunalwahl 2024 in Knittlingen %403020100 36,93 %18,97 %19,33 %4,87 %6,15 %4,11 %9,64 %n. k. % CDUSPDALPWVUWKUBKAfDKAGewinne und Verlusteim Vergleich zu 2019 %p 10 8 6 4 2 0 −2 −4 −6 −8−10−2,97 %p−8,23 %p−8,37 %p+1,97 %p+6,15 %p+4,11 %p+9,64 %p−2,3 %pCDUSPDALPWVUWKUBKAfDKA |
| UWK                               | Unabhängige Wählervereinigung Knittlingen   | 6,15    | 1          | –      | –          | Kommunalwahl 2024 in Knittlingen %403020100 36,93 %18,97 %19,33 %4,87 %6,15 %4,11 %9,64 %n. k. % CDUSPDALPWVUWKUBKAfDKAGewinne und Verlusteim Vergleich zu 2019 %p 10 8 6 4 2 0 −2 −4 −6 −8−10−2,97 %p−8,23 %p−8,37 %p+1,97 %p+6,15 %p+4,11 %p+9,64 %p−2,3 %pCDUSPDALPWVUWKUBKAfDKA |
| UBK                               | Unabhängige Bürgerliste Knittlingen         | 4,11    | 1          | –      | –          | Kommunalwahl 2024 in Knittlingen %403020100 36,93 %18,97 %19,33 %4,87 %6,15 %4,11 %9,64 %n. k. % CDUSPDALPWVUWKUBKAfDKAGewinne und Verlusteim Vergleich zu 2019 %p 10 8 6 4 2 0 −2 −4 −6 −8−10−2,97 %p−8,23 %p−8,37 %p+1,97 %p+6,15 %p+4,11 %p+9,64 %p−2,3 %pCDUSPDALPWVUWKUBKAfDKA |
| AfD                               | Alternative für Deutschland                 | 9,64    | 2          | –      | –          | Kommunalwahl 2024 in Knittlingen %403020100 36,93 %18,97 %19,33 %4,87 %6,15 %4,11 %9,64 %n. k. % CDUSPDALPWVUWKUBKAfDKAGewinne und Verlusteim Vergleich zu 2019 %p 10 8 6 4 2 0 −2 −4 −6 −8−10−2,97 %p−8,23 %p−8,37 %p+1,97 %p+6,15 %p+4,11 %p+9,64 %p−2,3 %pCDUSPDALPWVUWKUBKAfDKA |
| KA                                | Knittlingen Aktiv                           | –       | –          | 2,3    | 0          | Kommunalwahl 2024 in Knittlingen %403020100 36,93 %18,97 %19,33 %4,87 %6,15 %4,11 %9,64 %n. k. % CDUSPDALPWVUWKUBKAfDKAGewinne und Verlusteim Vergleich zu 2019 %p 10 8 6 4 2 0 −2 −4 −6 −8−10−2,97 %p−8,23 %p−8,37 %p+1,97 %p+6,15 %p+4,11 %p+9,64 %p−2,3 %pCDUSPDALPWVUWKUBKAfDKA |
| Gesamt                            | Gesamt                                      | 100     | 18         | 100    | 18         | Kommunalwahl 2024 in Knittlingen %403020100 36,93 %18,97 %19,33 %4,87 %6,15 %4,11 %9,64 %n. k. % CDUSPDALPWVUWKUBKAfDKAGewinne und Verlusteim Vergleich zu 2019 %p 10 8 6 4 2 0 −2 −4 −6 −8−10−2,97 %p−8,23 %p−8,37 %p+1,97 %p+6,15 %p+4,11 %p+9,64 %p−2,3 %pCDUSPDALPWVUWKUBKAfDKA |
| Wahlbeteiligung                   | Wahlbeteiligung                             | 62,30 % | 62,30 %    | 58,4 % | 58,4 %     | |

### Bürgermeister
- 1966–1997: Otto Kübler
- 1997–2022: Heinz-Peter Hopp
- seit 2022: Alexander Kozel (Bündnis 90/Die Grünen)

Am 24. Oktober 2021 wurde Alexander Kozel mit 52,92 Prozent der Stimmen zum neuen Bürgermeister gewählt. Er trat sein Amt am 19. Januar 2022 an.

### Wappen
| Wappen von Knittlingen | Blasonierung: „In Silber ein goldener Abtsstab, beheftet mit zwei schräggekreuzten schwarzen Knitteln.“ |
| Wappen von Knittlingen | |

## Partnerschaften
Knittlingen unterhält seit 11. Juni 2010 Partnerschaften mit
- Benaoján, Andalusien (Spanien)
- Montejaque, Andalusien (Spanien)

Zu diesem Thema (Arbeitsmigration) sendete der SWR unter dem Titel „Spätzle auf spanisch“ 2012 einen Filmbeitrag.

## Wirtschaft und Infrastruktur
Knittlingen ist ein Weinbauort mit der Lage Reichshalde. Ein großes Gewerbegebiet an der B 35, Ausfahrt Knittlingen-Mitte, ist in Bebauung.
In Knittlingen befindet sich der Sitz der Richard Wolf GmbH, die Endoskope und endoskopische Systeme herstellt und weltweit rund 1400 Mitarbeiter beschäftigt. Knittlingen ist Dienstleistungszentrum für den Nordwest-Enzkreis. Es befinden sich dort zahlreiche Ärzte, Zahnärzte, Apotheken, Banken und Versicherungsagenturen. Des Weiteren sind auch zahlreiche Geschäfte und Discounter im Ort.

### Verkehr

#### Bundesstraßen
Wichtigste Verkehrsanbindung ist die Bundesstraße 35 (Illingen – Germersheim), Teil der ehemals geplanten Bundesautobahn 80.
Des Weiteren bestehen folgende zusätzliche Verkehrsanbindungen:
- B 293 Heilbronn – Pfinztal in Bretten (Richtung Pfinztal) und in Oberderdingen (Richtung Heilbronn).
- B 294 Bretten – Freiburg im Breisgau in Neulingen.

#### Autobahnanbindung
- A 8 Pforzheim-Nord (Richtung Osten), (etwa 12 km)
- A 5 Bruchsal (Richtung Norden und Westen), (etwa 20 km)
- A 5 Karlsruhe-Nord (Richtung Süden), (etwa 20 km)

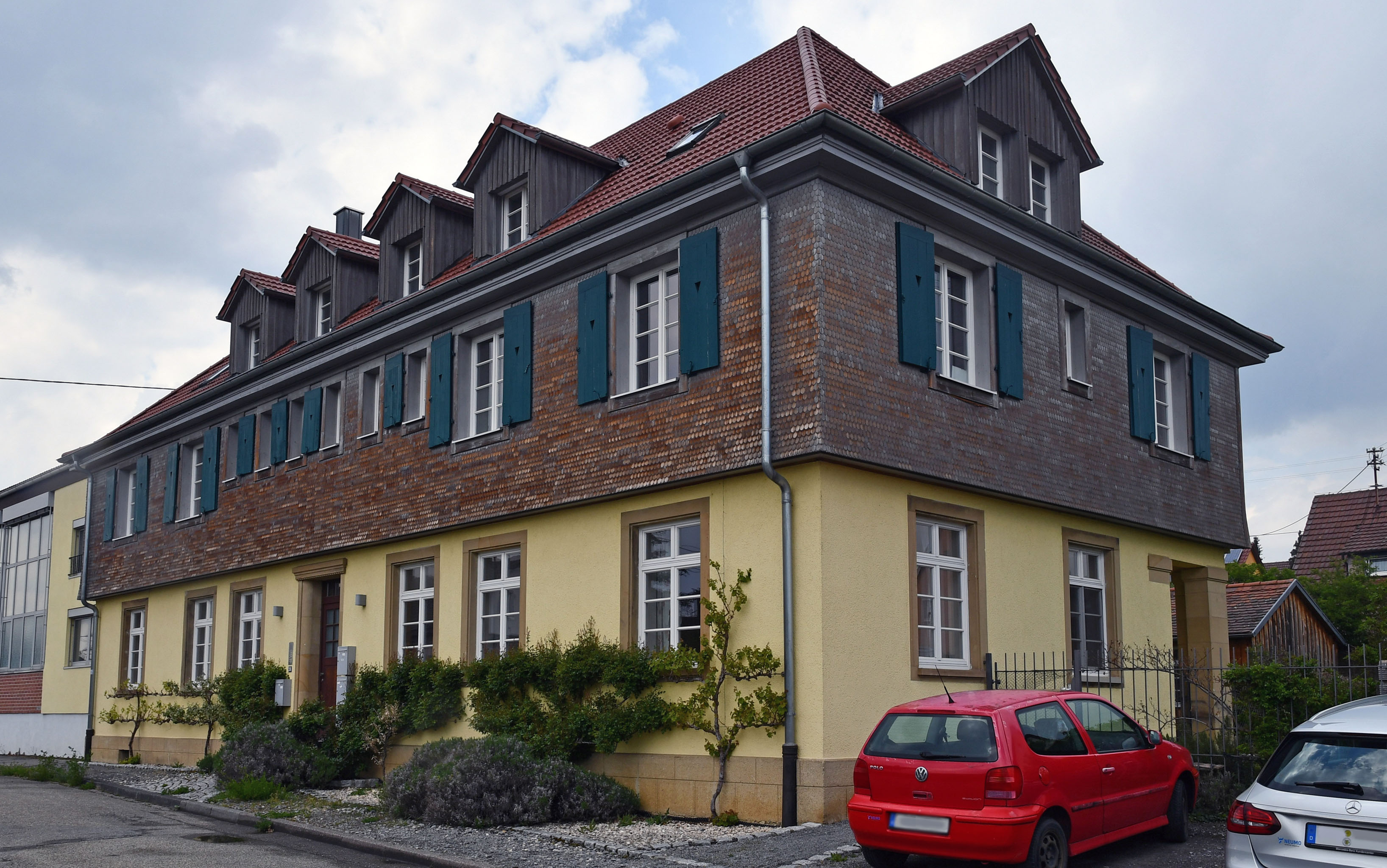
Bahnhofsgebäude der unvollendeten Strecke Bretten–Kürnbach (Mai 2021)

#### Eisenbahn
Im Stadtteil Kleinvillars befindet sich seit 2004 der Haltepunkt Knittlingen-Kleinvillars. Er liegt an der württembergischen Westbahn und wird von der Linie RB 17 bedient. Durch Knittlingen selbst sollte ebenfalls eine Bahnstrecke führen: Die Bahnstrecke Bretten–Kürnbach befand sich von 1919 bis 1923 im Bau, blieb aber unvollendet. Von der geplanten Trassierung zeugen bis heute Bahndämme und Einschnitte. Zudem existiert in Knittlingen eine Bahnhofstraße sowie ein fertiggestelltes Empfangsgebäude (Bahnhofstraße 38), das jedoch nie in Betrieb ging und an dessen Gleisseite jahrzehntelang die Ortsangabe „Knittlingen“ angeschrieben war.
Knittlingen gehört zum Verkehrsverbund Pforzheim-Enzkreis (VPE); aus und ins KVV-Gebiet gelten auch dessen Fahrkarten.

#### Radverkehr
Durch eine Alltagsroute aus dem Radnetz Baden-Württemberg ist Knittlingen mit Bretten und in der anderen Richtung an Maulbronn vorbei und über Ötisheim mit Mühlacker verbunden. 
Der Stromberg-Murrtal-Radweg führt als Landes-Radfernweg von Karlsruhe nach Gaildorf und verbindet damit den Rheinradweg mit dem Kocher-Jagst-Radweg. Er kommt von Königsbach-Stein über Neulingen (Göbrichen und Bauschlott) und führt am Stadtteil Kleinvillars vorbei. Er verläuft weiter über Maulbronn und dessen Stadtteil Zaisersweiher nach Vaihingen an der Enz.

### Bildung
Knittlingen ist Schulzentrum für den Nordwestlichen Enzkreis. Mit der Dr.-Johannes-Faust-Schule gibt es eine Grund-, Haupt- und Realschule.
Somit besuchen Schüler aus Maulbronn, Ölbronn-Dürrn, Sternenfels, Neulingen, Ötisheim, Kieselbronn und sogar aus Oberderdingen das Knittlinger Schulzentrum.
Im Ortsteil Freudenstein gibt es eine weitere Grundschule. Daneben gibt es fünf Kindergärten (zwei gemeindliche, zwei evangelische und einen römisch-katholischen Kindergarten).

## Kultur und Sehenswürdigkeiten
Für die unter Denkmalschutz stehenden Gebäude des Ortes siehe die Liste der Kulturdenkmale in Knittlingen.

### Museen
In Knittlingen befinden sich heute ein umfangreiches Faust-Archiv und ein Faust-Museum.
Museum Walters Oldtimer stellt alte Autos, Motorräder und Traktoren aus.

### Bauwerke
- Faustmuseum (Altes Rathaus)

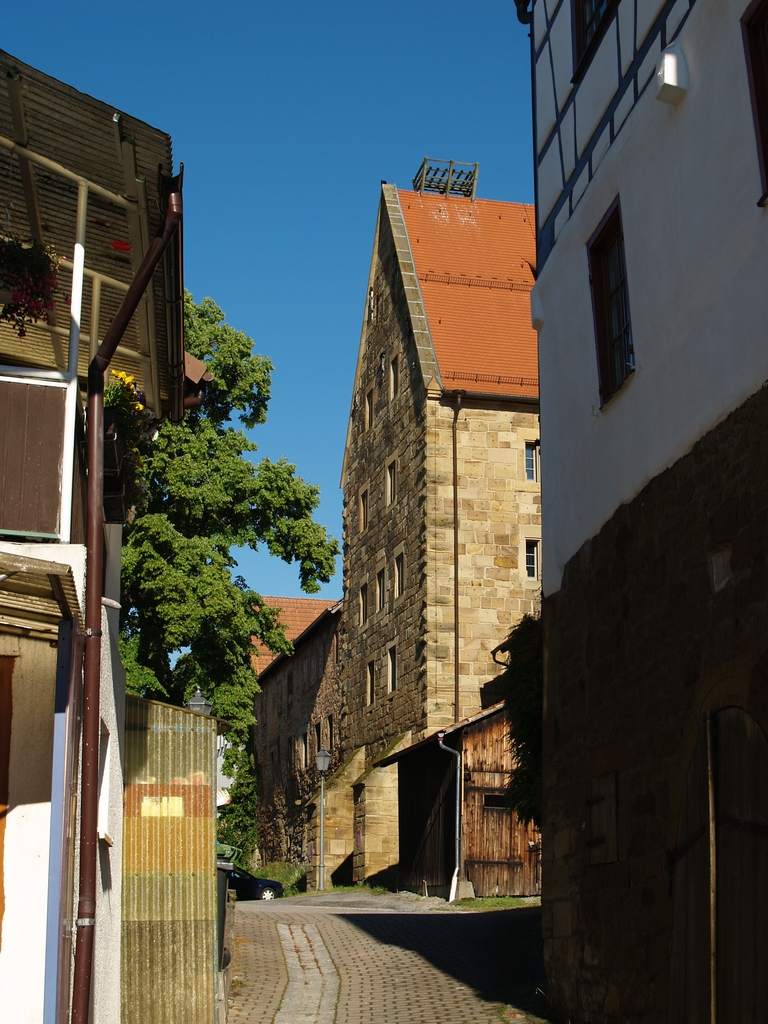
Steinhaus
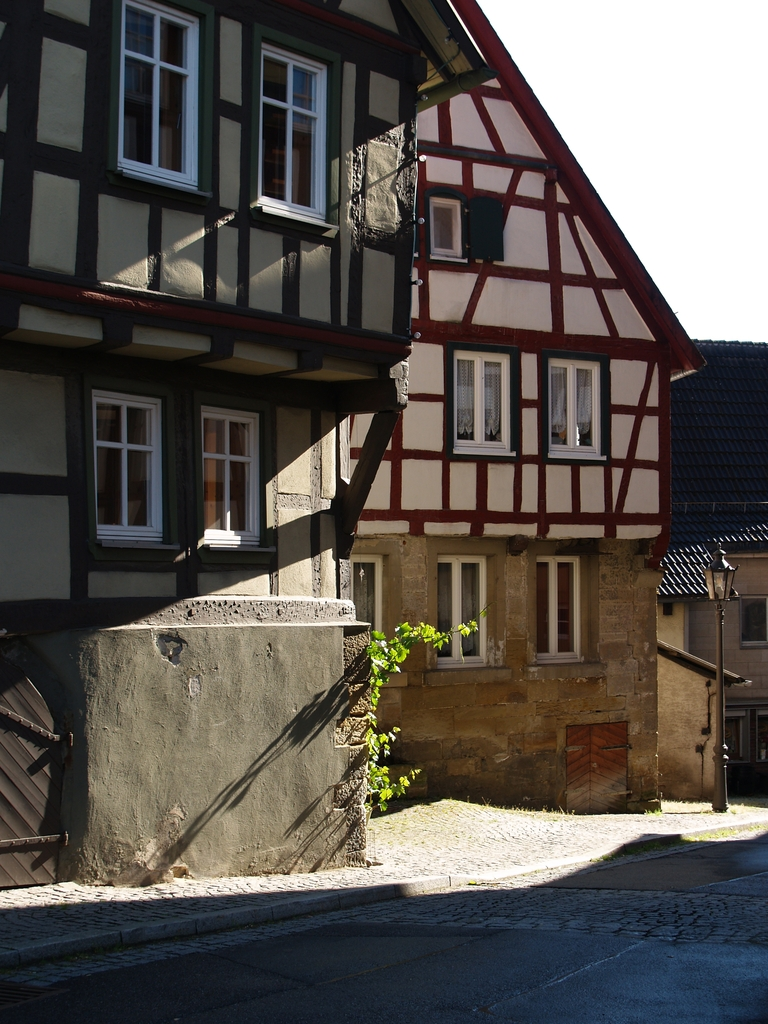
Fachwerkhäuser an der Marktstraße

- St. Leonhardskirche
- Kirchplatz
- Fachwerkhaus Marktstraße 26
- Tabakschuppen

- Steinhaus
- Fachwerkhäuser an der Marktstraße

### Veranstaltungen
- Alle zwei Jahre findet in der historischen Marktstraße das Fauststadtfest statt.
- Am 11. August 2007 fuhr durch Knittlingen die Deutschland-Tour. Dort fand auch eine Zwischenzeitnahme statt.

## Persönlichkeiten
Nach nicht gesicherten Quellen ist Knittlingen der Geburtsort des wandernden Magiers, Alchimisten und Wahrsagers Johann Georg Faust.
In Knittlingen wurde die erfolgreiche Schlagerband Die Flippers gegründet. Knittlingen ist Wohnsitz von Bernd Hengst, ehemals Sänger und Bassist der Band.

### Ehrenbürger
- 1954: Carl Straub (1881–1966), Gründer der Firma Straub
- 1969: Karl Weisert (1889–1982), Rektor der Dr. Johannes-Faust-Schule, Mitbegründer des Faust-Museums, Heimat- und Faustforscher
- 1985: Herbert Schubert (1920–2004), Geschäftsführer der Firma Wolf
- 2000: Otto Kübler (1937–2011), Bürgermeister a. D.

### Söhne und Töchter der Stadt
- Johann Georg Faust (um 1480–um 1541), wandernder Wunderheiler, Alchemist, Magier, Astrologe und Wahrsager
- Stephan Gerlach (1546–1612), evangelischer Theologe und Prediger
- Ludwig Waaser (1804–1883), Jurist und Abgeordneter im Württembergischen Landtag
- Regine Merkle (1875–1903), Dichterin
- Friedrich Winker (1883–1942), Politiker (SPD), Landtagsabgeordneter von 1919 bis 1933
- Eduard Leuze (1906–1973), FDP- und DVP-Politiker, MdB, MdL (Baden-Württemberg), baden-württembergischer Wirtschaftsminister
- Adolf Steinhofer (1908–1990), Chemiker, Vorstandsvorsitzender der BASF AG
- Max Auwärter (1908–1995), Industrieller, Gründer von Oerlikon Balzers
- Klaus Brodbeck (* 1956), Bürgermeister und Landrat
- Jörg R. Hörandel (* 1968), Physiker und Hochschullehrer
- Michael Krauß (* 1983), Faustballer
- Sebastian Kienle (* 1984), Triathlet (Triathlon Ironman Europa- und Weltmeister)

### Weitere Persönlichkeiten, die mit der Stadt in Verbindung stehen
- Bernd Hengst (geb. 1947, ehem. Mitglied der Musikband Die Flippers), wohnhaft in Knittlingen
- Manfred Durban (geb. 1942, gest. 2016, ehem. Mitglied der Musikband Die Flippers), wohnhaft und verstorben in Knittlingen